# USS DeLong (DD-129)
USS DeLong (DD–129) là một tàu khu trục thuộc lớp Wickes của Hải quân Hoa Kỳ trong giai đoạn Chiến tranh Thế giới thứ nhất. Nó là chiếc tàu chiến thứ hai của Hải quân Hoa Kỳ được đặt tên theo Thiếu tá Hải quân George W. DeLong (1844–1881), một nhà thám hiểm Bắc Cực.

## Thiết kế và chế tạo
Waters được đặt lườn vào ngày 21 tháng 2 năm 1918 tại xưởng tàu của hãng New York Shipbuilding Corporation ở Camden, New Jersey. Nó được hạ thủy vào ngày 29 tháng 10 năm 1918, được đỡ đầu bởi cô E. DeL. Mills, cháu nội Thiếu tá DeLong, và được đưa ra hoạt động vào ngày 20 tháng 9 năm 1919 dưới quyền chỉ huy của Hạm trưởng, Thiếu tá Hải quân J. S. Spore.

## Lịch sử hoạt động
DeLong khởi hành từ New York, New York vào ngày 3 tháng 11 năm 1919, và sau khi tham gia các cuộc thực tập tại vịnh Guantánamo và tuần tra ngoài khơi Honduras, nó được chuyển đến San Diego vào ngày 24 tháng 12. Nó thực hiện các cuộc cơ động và thực hành ngư lôi ngoài khơi Coronado Roads cho đến khi được đưa về lực lượng dự bị vào ngày 20 tháng 6 năm 1920. Sau khi được đại tu tại Xưởng hải quân Mare Island, nó quay trở lại San Diego vào ngày 26 tháng 6 năm 1921 và bắt đầu hoạt động từ cảng này vào ngày 21 tháng 10 với biên chế nhân sự bị cắt giảm một nửa. Vào ngày 1 tháng 12 năm 1921, nó bị mắc cạn tại vịnh Half Moon trong hoàn cảnh sương mù dày đặc. Các tàu khu trục USS Badger và USS Ballard cùng một tàu kéo đã đi đến trợ giúp. Ngày 17 tháng 12, nó được trục vớt và được kéo đến Xưởng hải quân Mare Island.
DeLong được cho ngừng hoạt động vào ngày 18 tháng 3 năm 1922; xác tàu của nó bị bán để tháo dỡ vào ngày 25 tháng 9 năm 1922.